# Марван ел Камаш

Марван ел Камаш (арап. مروان الكماش; романизовано Marwan Elkamash; Александрија, 14. новембар 1993) египатски је пливач чија специјалност су трке слободним стилом, углавном на деоницама дужим од 200 метара. Вишеструки је национални првак и рекордер, учесник светских првенстава и Олимпијских игара.

## Каријера
Међународну пливачку каријеру започео је учешћем на Медитеранским играма 2013. у турском Мерсину где је остварио три пласмана у финале − на 200 слободно је био пети, на 400 слободно осми, а у штафети 4×200 слободно је заузео шесто место. 
Дебитантски наступ на светским првенствима остварио је у Казању 2015. где се такмичио у пет дисциплина, а најбољи пласман остварио је у трци на 400 слободно у којој је заузео 16. место испливавши своју квалификациону трку у времену 3:48,15 минута.
Успео је да исплива квалификациону норму за наступ на ЛОИ у Рио де Жанеиру где је наступио у две дисциплине. Најбољи резултат му је било 16. место у трци на 400 метара слободно, док је на дупло краћој деоници био тек 24. и ни у једној од трка није успео да се пласира у полуфинала, односно финала. 
На светском првенству у Будимпешти 2017. остварио је најбоље резултате у дотадашњој каријери. Прво је у трци на 200 слободно у квалификацијама испливао време од 1:47,40 минута што је био нови национални рекорд Египта, а Камашу је донео 16. место и пласман у полуфинале. У полуфиналној трци био је за стотинку спорији и такмичење је окончао на 16. месту. На дупло дужој деоници на 400 слободно свега 0,26 секунди га је делило од пласмана у финале и највећег успеха у каријери, а време од 3:46,36 минута било је довољно за 9. место у квалификацијама и уједно је то био и нови национални рекорд. Пливао је и за штафету 4×200 слободно која је у квалификацијама заузела 13. место и није се пласирала у финале. 
Прве медаље на међународним такмичњима освојио је током 2018, пошто је на првенству Африке у Алжиру освојио чак осам медаља, од чега седам златних. добре резултате постигао је и на Медитеранским играма у Тарагони где је освојио две бронзане медаље у тркама на 200 и 400 метара слободним стилом. У децембру исте године по први пут је наступио на Светском првенству у малим базенима, које је те године одржано у кинеском Хангџоуу.
На светском првенству у корејском Квангџуу 2019. такмичио се у тркама на 400 слободно и 800 слободно, а обе трке је завршио већ у квалификацијама. Месец дана касније пливао је на Афричким играма у Рабату, где је освојио пет медаља, од чега две златне. 